# Canal de la Jeune-Autise
Le canal de la Jeune-Autise est situé dans le département de la Vendée, dans le Marais poitevin.

## Géographie
Long de 9 km, il permet de relier le lieu-dit Souil de la commune de Saint-Pierre-le-Vieux à la Sèvre Niortaise sur la commune de Maillé, via  Maillezais.

## Histoire
Il s'agit d'un bras artificiel de la rivière l'Autise.

## Description
L'unique écluse est située au niveau de l'aqueduc de Maillé.
Elle est la plus petite écluse de France encore en service, ce qui la réserve pour le passage de barques uniquement. Cependant lors des périodes estivales sèches, son service est parfois interrompu par manque d'eau. Les conduits souterrains de l'aqueduc forment alors un point haut bloquant la navigation.
Des travaux (en cours 2009) visent à établir un deuxième passage qui contournera l'écluse.
Près de l'écluse est installée une passe à anguilles, sur le dénivelé.

## Photos

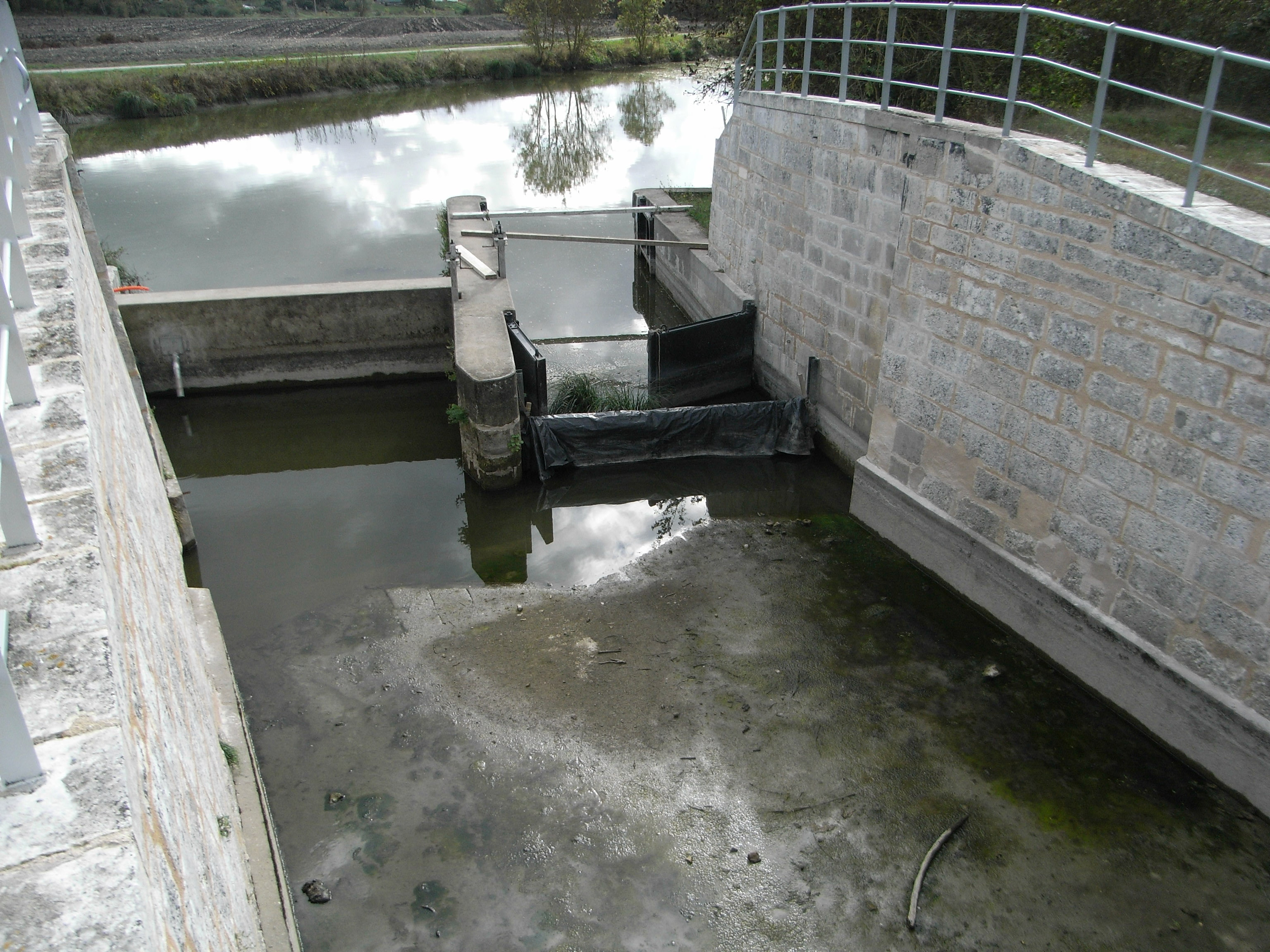
La plus petite écluse de France (au premier plan, dessus des conduits de l'aqueduc).
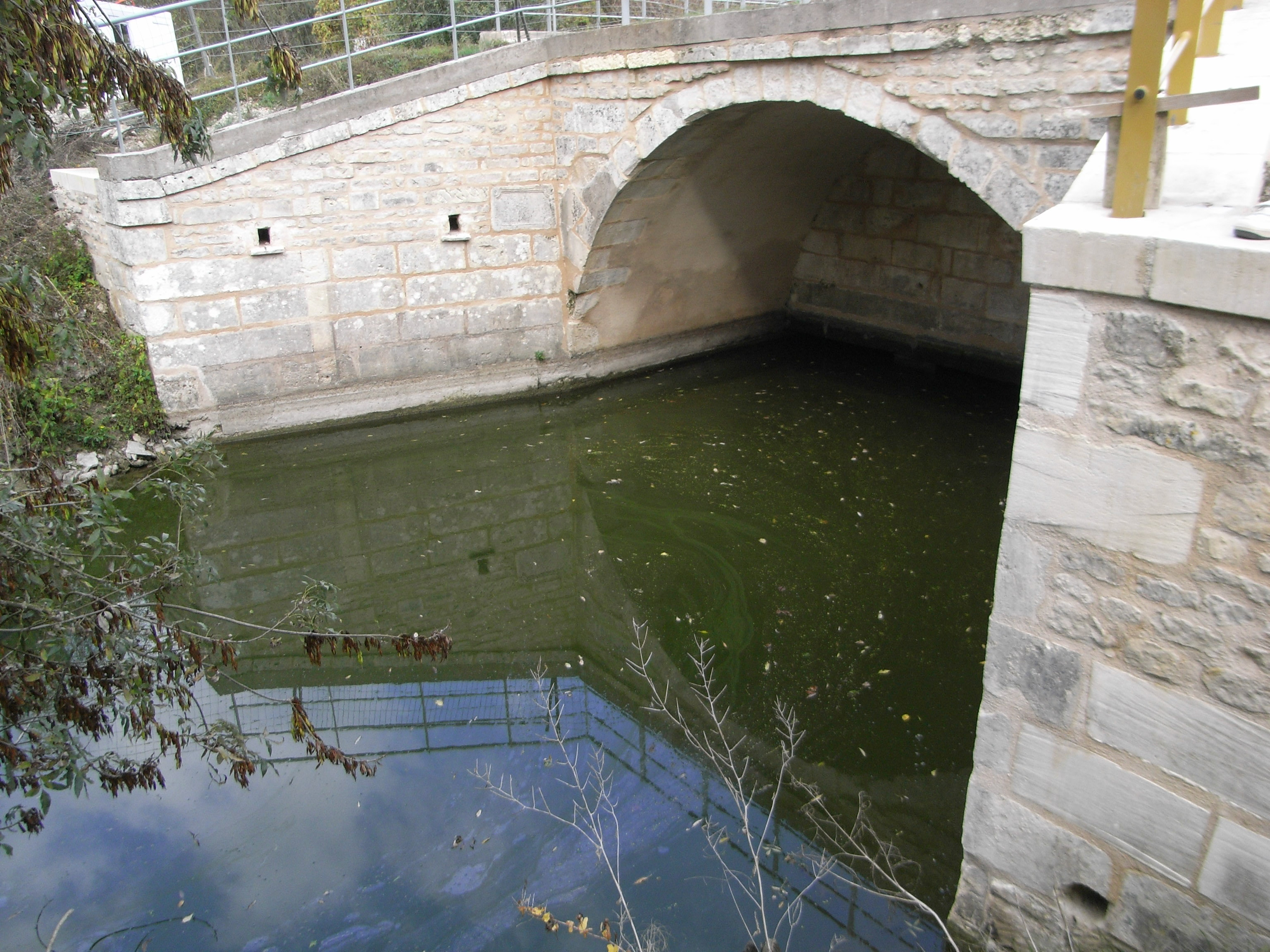
Aqueduc.
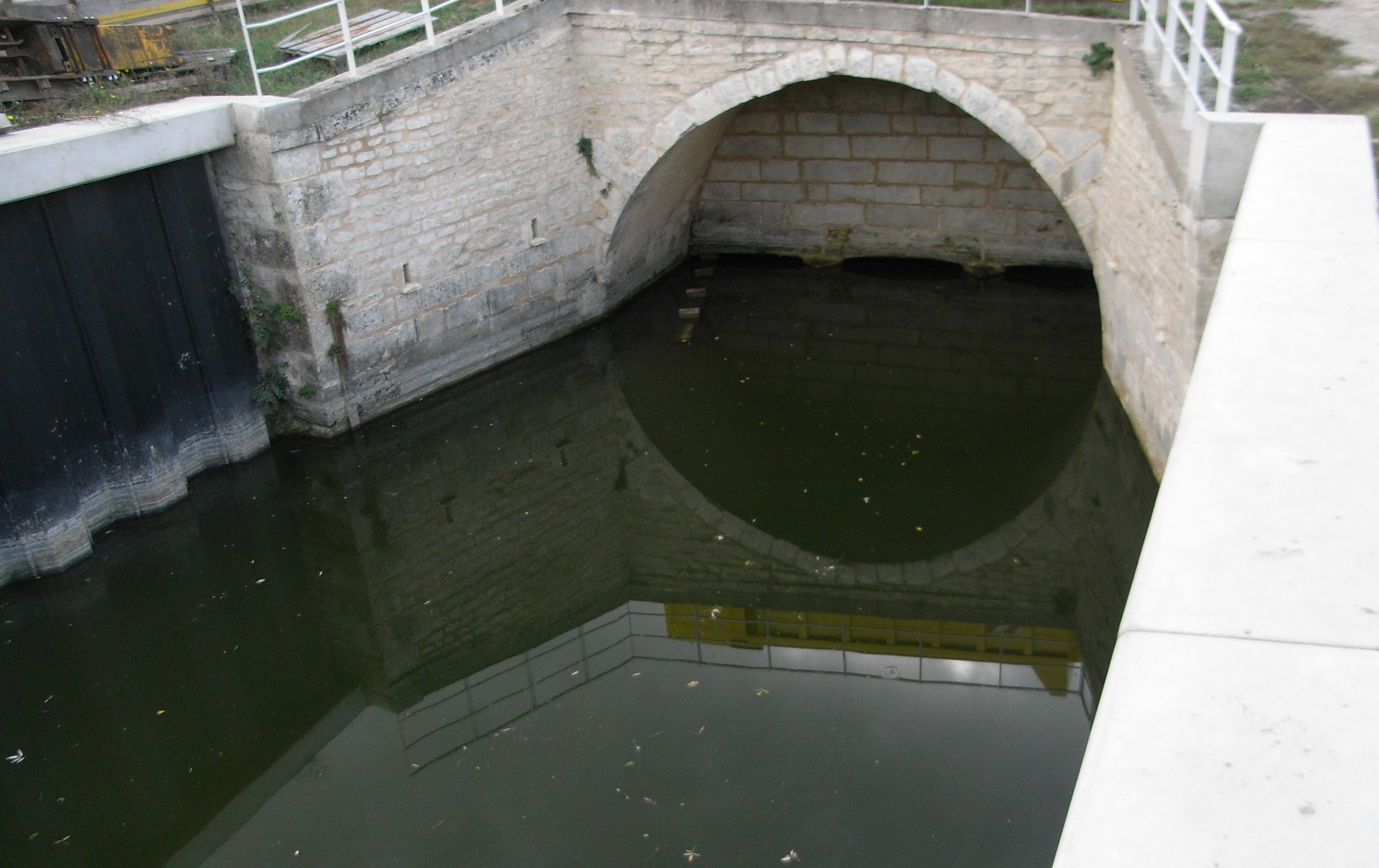
Aqueduc.
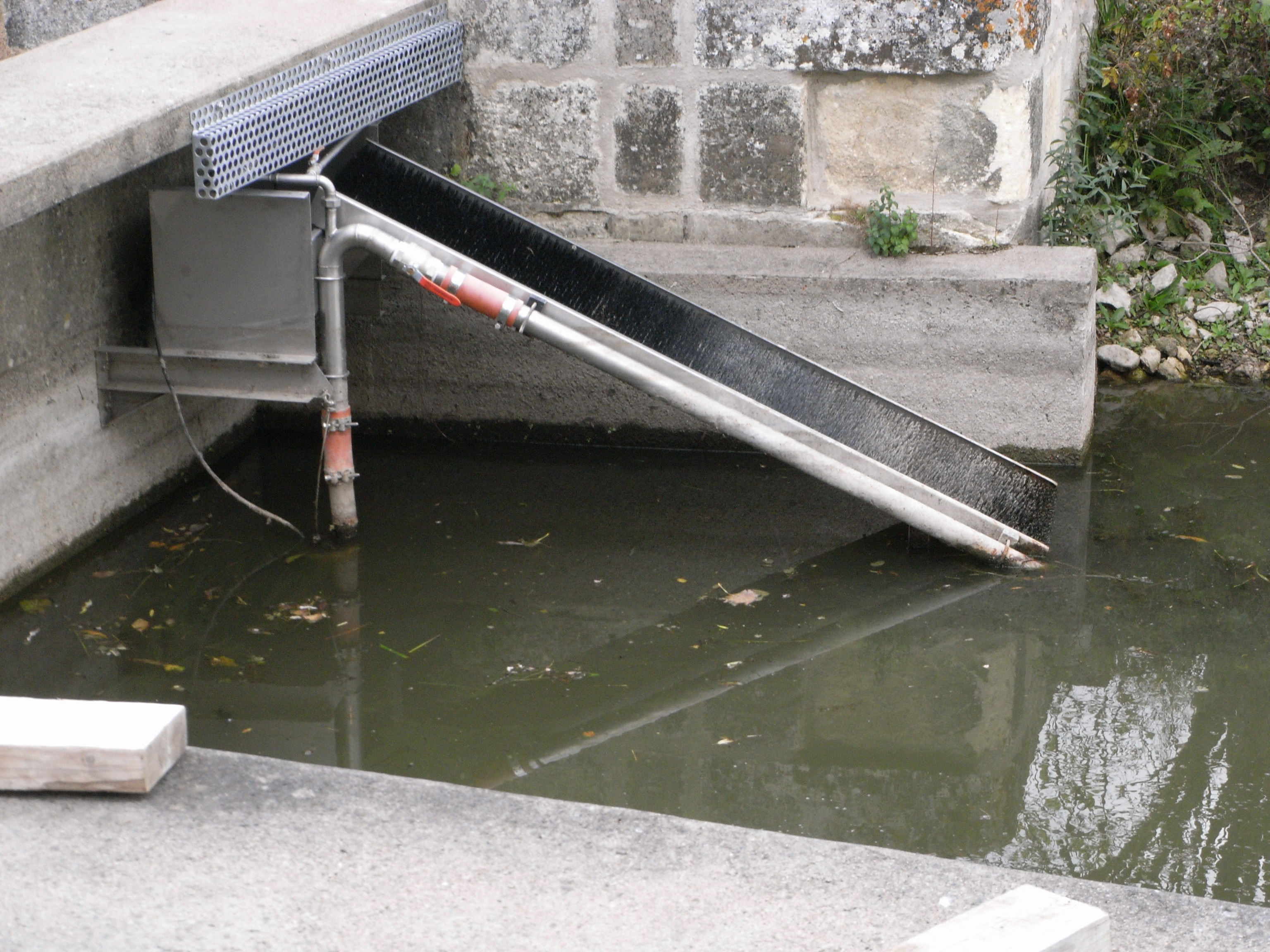
Passe à anguilles (près de l'écluse).